# Холмцы
Холмцы— деревня в Краснохолмском районе Тверской области, входит в состав Барбинского сельского поселения.

## География
Деревня расположена близ автодороги 28К-0058 Тверь - Устюжна в 14 км на юго-запад от центра поселения деревни Барбино и в 15 км на юго-запад от районного центра города Красный Холм. 

## История
В конце XIX — начале XX века деревня являлась центром Сулежской волости Бежецкого уезда Тверской губернии. В 1887 году в деревне было 55 дворов.  
С 1929 года деревня являлась центром Холмцевского сельсовета Краснохолмского района Бежецкого округа Московской области, с 1935 года — в составе Калининской области, с 2005 года — в составе Высокушинского сельского поселения, с 2013 года — в составе Барбинского сельского поселения.

## Население
| 1859 | 1887 | 2010 |
| ---- | ---- | ---- |
| 240  | ↗305 | ↘36  |